# Cerambuideldas
De Cerambuideldas (Rhynchomeles prattorum) is een buideldas uit de onderfamilie Echymiperinae die voorkomt op het Indonesische eiland Ceram, op minstens 1800 m hoogte. De wetenschappelijke naam van de soort werd voor het eerst geldig gepubliceerd door Oldfield Thomas in 1920. De Cerambuideldas is de enige soort van het geslacht Rhynchomeles, het enige buideldassengeslacht dat niet in Nieuw-Guinea of Australië voorkomt.

## Kenmerken
De vacht is chocoladebruin, op een witte vlek op de borst na. De voeten zijn kort en breed. De klauwen zijn bruin. De kop-romplengte bedraagt 245 tot 330 mm, de staartlengte 105 tot 130 mm, de achtervoetlengte 35 tot 65 mm en de oorlengte 21 tot 25 mm. Dit geslacht staat in sommige opzichten tussen Echymipera en Peroryctes in; ook de slecht bekende fossiele buideldas van Halmahera lijkt op de Cerambuideldas.